# American Czech and Slovak Association
American Czech and Slovak Association (zkratka ACSA, česky Americká česká a slovenská asociace), původně American Czechoslovak Society (ACS), byla národní organizace se sídlem ve Washingtonu, D.C., jejímž posláním bylo usnadňovat kontakty a spolupráci mezi lidmi, institucemi a organizacemi ve Spojených státech a v České republice a na Slovensku a pomáhat při přechodu k demokracii a tržnímu hospodářství v Československu po sametové revoluci, která ukončila komunistickou vládu v zemi. Byla založena v roce 1990 a v roce 1994 posloužila jako základ nového nadace American Friends of the Czech Republic (AFoCR).

## Dějiny
V roce 1989 se komunistické vlády ve střední a východní Evropě hroutily. Polský odborový svaz Solidarita a popularita Jana Pavla II. pomohly prosadit volby v Polsku, které vytvořily novou nekomunistickou vládu. Maďarsko otevřelo své hranice s Rakouskem a ve východním Německu padla Berlínská zeď. Následující měsíc, 17. listopadu 1989, se v Praze konala československou komunistickou vládou posvěcená slavnost k 50. výročí uzavření českých vysokých škol nacistickou vládou v roce 1939, při níž bylo zatčeno 1200 lidí a zavražděno 9 studentů. Tato slavnost se zvrhla v pokojný protivládní protest v ulicích centra Prahy a nakonec vyvrcholila sametovou revolucí, která přinesla (bez násilí) přechod moci od Komunistické strany Československa k demokratické federativní republice.
Stejně jako v mnoha jiných bývalých komunistických zemích, i zde pád komunistického režimu vzbudil nadšení mnoha lidí českého a slovenského původu, kteří hledali způsoby, jak podpořit nově vznikající republiky při jejich přechodu k demokratické formě vlády a při přechodu k volnotržnímu hospodářství. Bezprostředně po revoluci vznikla v přítomnosti takových organizací pro Československo mezera.
Ve Washingtonu, DC, politický uprchlík z Československa Robert Miller spolu s Georgem Levendisem  pomocí inzerátu v deníku The Washington Post svolali ustavující schůzi American Czechoslovak Society (ACS). Schůze se konala 7. února 1990 v Georgetown Public Library a referovala na ní Hana Palec z československé redakce Hlasu Ameriky.Schůze se zúčastnilo 75 osob, rozdělených na ty s českým nebo slovenským etnickým původem a bez něj. Byly přijaty rezoluce o klíčových organizačních krocích a následně byla ACS zaregistrována jako korporace v Delaware (společnost č. 2221522), následně získala neziskový status podle IRS Code 501(c)(3).
Po pokojném rozpadu Československa 1. ledna 1993, nazývaném v souvislosti se sametovou revolucí "sametový rozvod", změnila ACS svůj název na American Czech & Slovak Association (ACSA).
V únoru 1993 se ACSA přestěhovala ze svých původních kanceláří na Pennsylvania Avenue 601, NW do historické budovy Investment Building, blíže k Bílému domu, na K Street 1511, NW, Washington, D.C. 20005. 
V roce 1994, kdy byl kladen větší důraz na advokační roli, se ACSA stala základem nově založené a rovněž ve Washingtonu sídlící neziskové organizace American Friends of the Czech Republic (AFoCR).

## Popis a prohlášení o poslání
ACSA byla přední národní česko-slovenskou neziskovou organizací registrovanou v roce 1990 v Delaware, jejímž posláním bylo usnadňovat bilaterální americko-českou a slovenskou spolupráci v různých oblastech lidského snažení a napomáhat nové demokracii a reformám volného trhu. Nebyla to primárně diasporní a etnická organizace; sdružovala spíše jednotlivé Američany a americké organizace soukromého a veřejného sektoru, které sdílely zájem o bilaterální spolupráci a podporu rozvoje České republiky a Slovenské republiky v období po sametové revoluci.
 

### Prohlášení o poslání
Nezisková, nepolitická, nevládní členská organizace, která:
1. Podporovat přátelství mezi lidem Spojených států amerických a lidem Československa.
2. Oslavujte historii a kulturu Československa a prosazujte v lidu Spojených států uznání za přínos lidu Československa ve filozofii, náboženství, vzdělávání, umění, vědě, průmyslu, diplomacii a dalších oblastech lidského snažení.
3. Podporovat sociální, kulturní, vzdělávací, profesní a obchodní vztahy mezi obyvateli Spojených států amerických a obyvateli Československa.
4. Podporovat a napomáhat rozvoji pluralitní demokracie a hospodářského systému volného trhu v Československu.
5. Podporovat velvyslanectví Československa ve Spojených státech a sloužit jako zdroj a kontaktní místo pro československé delegace ve Spojených státech.
6. Usnadňovat a podporovat spolupráci mezi obchodními a profesionálními zájmy Spojených států a Československa.
7. Usnadňovat a podporovat spolupráci mezi americkými a československými náboženskými, kulturními, vzdělávacími, občanskými a společenskými organizacemi a jejich členy.
8. Organizovat, sponzorovat a vést, ať už samostatně nebo ve spojení s jinými organizacemi, konference, semináře, společenská setkání a další akce, a to jak ve Spojených státech, tak v Československu.
9. Usnadňovat výměnné programy mezi rodinami, jednotlivci a institucemi ve Spojených státech a v Československu a poskytovat pohostinství, ubytování, informace a další zdroje pro osoby z Československa navštěvující Spojené státy a vytvářet reciproční programy pro osoby ze Spojených států navštěvujících Československo .
10. Sponzor výuku jazyků a zvyklostí čs.
11. Podporovat a podílet se na společenských, kulturních a vzdělávacích aktivitách československých amerických organizací a dalších organizací podporujících oceňování Československa.
12. Podporovat a spolupracovat se Společností přátel Spojených států amerických (SPUSA) a podobnými organizacemi v Československu as československými organizacemi v USA.
13. Vytvářejte a publikujte zpravodaj a další tiskové, zvukové a video materiály.
14. Proveďte fundraising nezbytný pro tuto misi.
15. Provádějte veškeré další neziskové aktivity, které budou konzistentní a vhodné pro tuto misi.

## Organizační struktura

### Úředníci
- Robert Miller, prezident a zakladatel
- Oliver Gunovsky, viceprezident [6]
- Robert Doubek, viceprezident a pokladník
- Cari Votava, tajemník

### Výbor pro akademické záležitosti
Výbor pod vedením Michaela Harthilla zprostředkoval kontakty a informace na organizace zabývající se vzděláváním ve Spojených státech i v Československu a také na velké množství dobrovolníků ochotných pomoci s reformou vzdělávacího systému nebo s výukou angličtiny na školách v České republice a na Slovensku. Výbor také organizoval sběr a zasílání učebnic angličtiny, knih, videokazet a CD s jazykovými a vzdělávacími souvislostmi. Ročně ACS/ACSA vysílala do České republiky nebo na Slovensko v průměru kolem 50 dobrovolníků - učitelů angličtiny.

### Výbor pro podnikání a obchod
Výbor pod vedením Ann Elizabeth Robinsonové PhD., zprostředkoval vytvoření databází společností z obou zemí, které hledají možnosti spolupráce a obchodu, investic, společných podniků a přenosu "know-how." Výbor sloužil jako kontaktní místo pro hostující úředníky z Ministerstva průmyslu a obchodu, obchodních sdružení a zákonodárců.

### Výbor pro zdraví a životní prostředí
Výbor pod vedením Charlese P. Warra  nahrál rozsáhlou síť kontaktů a zdrojů informací v oblasti veřejného zdraví a ochrany životního prostředí, zejména s cílem pomoci lidem a vládním institucím v České republice a na Slovensku začít účinně řešit velmi závažné problémy v oblasti zhoršování životního prostředí, počínaje výrazným znečištěním ovzduší způsobeným silně industrializovanou ekonomikou a desetiletími výrazného zanedbávání nápravných opatření.
V oblasti zdravotnictví, kromě pomoci při vědeckých výměnách v oblasti zdravotnictví a výzkumu, dodal výbor ve spolupráci s Polskoamerickým kongresem a Nadací Olgy Havlové do České republiky a na Slovensko celkem 50 přístrojů na dialýzu ledvin.

### Organizační rozvoj a získávání finančních prostředků
Výbor pod vedením viceprezidenta ACS Roberta W. Doubka  využil jeho zkušeností, které získal při zastupování různých neziskových projektů, neboť byl spolu s Janem Scruggsem a Johnem P. Wheelerem III. jedním z trojice zakladatelů památníku vietnamských veteránů.

### Právní záležitosti
Výbor pod vedením George P. Levendise  sloužil jako zdroj informací a rad pro české a slovenské organizace a odborníky, kteří se zabývali různými aspekty často zásadních právních reforem probíhajících v obou republikách.

### Kulturní záležitosti
Výbor pod vedením hraběnky Alice M. Tarnowski pořádal nebo pomáhal pořádat četné kulturní akce, včetně koncertů komorní hudby, často na československém velvyslanectví nebo ve spolupráci s ním a jeho kulturním atašé.

### Novinky ACS/ACSA
Pod vedením šéfredaktorky Cari Votavy  a následně Julie Mazur se měsíčník stal cenným zdrojem informací o bilaterální americko-československé agendě pro pracovníky soukromého i veřejného sektoru, jednotlivce i instituce se zájmem o rozvoj a rozšíření spolupráce. Šéfredaktorka ACS News a její tým vedli rozhovory s klíčovými aktéry bilaterální agendy, včetně vedoucích představitelů a úředníků jednotlivých zemí.

### Národní poradní sbor
- Hon. Tom Lantos, člen Kongresu USA (D-CA), narozený v Maďarsku, jediný člen obou komor Kongresu, který přežil holocaust, zasvětil významnou část svého života lidským právům a pomoci post- komunistických národů střední Evropy.
- Hon. Robert J. Mrazek, člen Kongresu USA (D-NY), reprezentující svou čtvrť Long Island a českého původu, a uznávaný autor a filmový producent.
- Hon. Julian Niemczyk, bývalý velvyslanec USA v Československu, poskytl významnou podporu československým disidentům a členům Charty 77 během své mise v Praze před rokem 1989 a významně pomohl nově vzniklé vládě po sametové revoluci .
- Hon. Charles A. Vanik, člen amerického Kongresu (D-OH), zastupující okres Cleveland, jako uznávaný zákonodárce USA, je spoluautorem s americkým senátorem Henrym M. Jacksonem (D-WA), Jackson-Vanik Novela, která sehrála významnou roli ve vztazích se Sovětským svazem . Novela po desetiletí upírala Sovětskému svazu a jeho satelitům status příznivých obchodních národů v bilaterálním obchodu, pokud se nedržely určitých pokynů stanovených v oblasti lidských práv. Po sametové revoluci vedl Vaník četné iniciativy při získávání podpory v USA na podporu nové československé vlády a pomohl zajistit opětovné přijetí republiky do Mezinárodního peněžního fondu a Světové banky .

V říjnu 1995 udělil prezident České republiky Václav Havel Charlesi Vaníkovi za jeho celoživotní zásluhy o demokracii na návrh prezidenta ACSA Roberta Millera jedno z nejvyšších českých vyznamenání, Řád Tomáše Garrigua Masaryka I. třídy.  Akt se uskutečnil ve Vladislavském sále Pražského hradu na tradičním slavnostním ceremoniálu u příležitosti Dne vzniku samostatného československého státu.
Hon. Paul Simon, senátor USA (D-IL), zastupoval Illinois - stát s početnou středoevropskou a východoevropskou komunitou. Významně se podílel na legislativních aktivitách Kongresu po skončení studené války, které byly důležité pro zaplnění mocenského vakua způsobeného rozpadem Sovětského svazu.

### Čestní patroni
Čestnými patrony ACS/ACSA byli velvyslanci České a Slovenské Federativní Republiky, později České republiky a Slovenské republiky .
- 1990-1992 Její Excelence Rita Klímová (ČSFR)
- 1992-1994 JE Michael Žantovský (ČSFR/ČR)
- 1993 JE Milan Erban, chargé d'affairs (SR)
- 1993 JE Peter Burian, chargé d'affairs (SR)
- 1994 JE Branislav Lichardus (SR)

### Čestní členové
Většina čestných členů ACSA byli členové první oficiální vládní delegace Československa, která navštívila Spojené státy krátce po sametové revoluci, v únoru 1990.  Čestné členství jim bylo uděleno jako uznání jejich příslušné role v kritickém období transformace při vytváření nové vlády a tržního hospodářství.
- Václav Havel, prezident ČSFR
- Václav Klaus, ministr financí ČSFR a pozdější prezident a předseda vlády ČR
- Jiří Dienstbier, ministr zahraničních věcí ČSFR
- Ján Čarnogurský, předseda vlády SR
- Kníže Karel Schwarzenberg, kancléř Václava Havla a pozdější ministr zahraničních věcí České republiky
- Radim Palouš, prezident Univerzity Karlovy

### ACS/ACSA Merit Awards
Od roku 1991 ACS každoročně uděluje ceny ACS (ACSA) za zásluhy jednotlivcům nebo organizacím v USA nebo v České republice a na Slovensku za významný přínos k bilaterálním vztahům a spolupráci.

#### 1991 příjemci ocenění ACS Merit Award
- Hon. Drew Lewis, předseda Citizens Democracy Corps. a bývalý americký ministr dopravy
- Hon. Bart Gordon, člen Kongresu USA (D-TN)
- Rev. Leo O'Donnovan, prezident Georgetownské univerzity
- Polský americký kongres

#### 1992 příjemci ACSA Merit Award
- Hon. Charles A. Vanik, člen amerického Kongresu (D-OH)
- Hon. William F. Weld, guvernér Massachusetts
- Bell Atlantic International (nyní Verizon Communications)
- Společnost Procter and Gamble Corp.
- Univerzita v Miami
- Ann Gardner, prezidentka, Education for Democracy [17]
- Amb. Julian Niemczyk, prezident People to People International, bývalý americký velvyslanec v Československu
- Wendy W. Luers, prezidentka Charty 77 a nadace pro občanskou společnost
- The Prague Post
- University of Pittsburgh

#### 1993 příjemci ACSA Merit Award
- Hon. Claiborne Pell, americký senátor (D-RI), předseda výboru pro zahraniční vztahy
- Michael Jordan, CEO, Westinghouse Co.
- Stephen J. Trachtenberg, prezident Univerzity George Washingtona
- Donna Evans, [18] výkonná ředitelka Americké obchodní komory v Praze
- Jiří Šetlík, kulturní poradce, Česká ambasáda ve Washingtonu, DC
- David Daniel, ředitel Slovenské akademické informační agentury